# Microsoft Surface SDK
Microsoft Surface SDK – zestaw narzędzi dla deweloperów, przeznaczoną do tworzenia programów na Microsoft PixelSense. Pozwala na tworzenie programów bez potrzeby posiadania urządzenia.

## Wymagania
Surface SDK wymaga:
- Visual Studio 2008, albo Visual C# 2008
- XNA Game Studio, albo XNA Framework

## Dokumentacja
Microsoft udostępnia dla wszystkich bogatą dokumentację.

## Programy
Programy na PixelSense tworzy się w WPF, albo w XNA - w C#.

## Surface Simulator
Surface Simulator pozwala on testować aplikacje przeznaczone dla PixelSense, bez konieczności posiadania urządzenia.